# Frans Rutte
Franciscus Reinier (Frans) Rutte (Amsterdam, 28 juli 1896 – aldaar, 10 maart 1929) was een Nederlands voetballer.

## Biografie
Frans Rutte was de zoon van Reinier Rutte en Elisabeth Alberdina Hendriks.
Hij speelde van 1920 tot 1927 bij AFC Ajax als middenvoor. Van zijn debuut in het kampioenschap op 3 oktober 1920 tegen DFC tot zijn laatste wedstrijd op 25 september 1927 tegen DFC speelde Rutte in totaal 81 wedstrijden en scoorde 47 doelpunten in het eerste elftal van Ajax.
Op 10 maart 1929 overleed hij op 33-jarige leeftijd. Hij werd op 14 maart begraven op de begraafplaats Buitenveldert.

## Statistieken
| Club  | Seizoen | Competitie | Competitie | Beker | Beker | Totaal | Totaal |
| Club  | Seizoen | Wed.       | Dlp.       | Wed.  | Dlp.  | Wed.   | Dlp.   |
| ----- | ------- | ---------- | ---------- | ----- | ----- | ------ | ------ |
| Ajax  | 1920/21 | 18         | 8          | ?     | ?     | 18     | 8      |
| Ajax  | 1921/22 | 17         | 8          | -     | -     | 17     | 8      |
| Ajax  | 1922/23 | 10         | 3          | -     | -     | 10     | 3      |
| Ajax  | 1923/24 | 9          | 5          | -     | -     | 9      | 5      |
| Ajax  | 1924/25 | 9          | 8          | 1     | 0     | 10     | 8      |
| Ajax  | 1925/26 | 17         | 15         | ?     | ?     | 17     | 15     |
| Ajax  | 1926/27 | 1          | 0          | 0     | 0     | 1      | 0      |
| Total | Total   | 81         | 47         | 1     | 0     | 82     | 47     |